# ハイタテキ!
『ハイタテキ!』は、私立恵比寿中学の7枚目のシングル（インディーズを含めると通算13枚目）である。2014年11月5日にDefSTAR RECORDSから発売された。

## 概要
初回生産限定エー盤、初回生産限定ビー盤、チュー常盤（通常盤）の3形態での発売。今作から初回生産限定エー盤に表題曲ミュージック・ビデオを収録したDVDが付属する。

## 収録曲
（私立恵比寿中学：真山りか、安本彩花、廣田あいか、星名美怜、松野莉奈、柏木ひなた、小林歌穂、中山莉子）

### 初回生産限定エー盤

#### CD
1. ハイタテキ!
作詞：TAKUYA・MEG.ME、作曲：TAKUYA、編曲：TAKUYA・Keisuke Iizuka
私立恵比寿中学主演テレビドラマ『甲殻不動戦記 ロボサン』のオープニング・テーマ[3]
楽曲の中盤にある新メンバー中山莉子のパート「惚れたっ！」が見せ場の一つ[4]
アルバム『金八』（2015年）、ベストアルバム『「中卒」〜エビ中のイケイケベスト〜』（2016年）、ベストアルバム『中吉』（2022年）のCD1にも収録
ベストアルバム『中吉』（2022年）のCD2に新9人バージョンの「ハイタテキ!（中吉ver.）」が収録
2. 涙は似合わない
作詞・作曲：A.F.R.O、編曲：A.F.R.O・Yasutaka Kume
ベストアルバム『「中辛」〜エビ中のワクワクベスト〜』（2016年）にも収録
3. ハイタテキ!（Less Vocal ver.）
4. 涙は似合わない（Less Vocal ver.）

#### DVD
- 「ハイタテキ!」MUSIC VIDEO
- 特典映像

### 初回生産限定ビー盤
1. ハイタテキ!
2. 涙は似合わない
3. I can't stop the loneliness
作詞・作曲・編曲：後藤康二（ck510）
4. ハイタテキ!（Less Vocal ver.）
5. 涙は似合わない（Less Vocal ver.）
6. I can't stop the loneliness（Less Vocal ver.）

### チュー常盤（通常盤）
1. ハイタテキ!
2. 涙は似合わない
3. チュパカブラ
作詞・作曲・編曲：YUI（バクバクドキン）
4. ハイタテキ!（Less Vocal ver.）
5. 涙は似合わない（Less Vocal ver.）
6. チュパカブラ（Less Vocal ver.）